# Championnats d'Afrique de judo 1993
Navigation
Édition précédente Édition suivante
Les 17e championnats d'Afrique de judo 1993 se déroulent au Caire, en Égypte, du 27 au 31 décembre 1993 avec la participation de trois pays : l'Égypte , le Maroc et la Tunisie.
La Tunisie est la meilleure nation de la compétition.

## Médaillés

### Hommes
- Adil Belgaïd (Maroc) est médaillé d'or dans la catégorie des moins de 78 kg[1].
- Habib Hassine (Tunisie) est médaillé d'or dans la catégorie des moins de 86 kg
- Sami Abdelmoumen (Tunisie) est médaillé d'or dans la catégorie des moins de 65 kg
- Mourad Zaghouan (Tunisie) est médaillé d'or toutes catégories (open).

### Femmes
- Souhir El Mtouni (Maroc) remporte une médaille d'or et une médaille d'argent[2].
- Salima Souakri remporte une médaille d'or

## Sources
- El-Djemhouria, numéro 9697 du dimanche 2 janvier 1994
- Al-Chaab, numéro 10270 du dimanche 2 janvier 1994
- Le Matin, numéro 616 du lundi 3 janvier 1994